# На допомогу, братці!
«На допомогу, братці!» (рос. «На помощь, братцы!») — радянський фільм-казка режисера Івана Василєва, знятий на Кіностудії ім. М. Горького у 1988 році.

## Сюжет
У деякому царстві два брати-дурні просять руки дівчини Фьокли, дочки воєводи, але воєвода відмовляє їм, бажаючи видати свою дочку за царя-батюшку, оскільки добігає кінця трирічний траур за померлою від отруєння п'ятої дружини царя. З такої нагоди, цар буде шукати собі нову дружину. Всі місцеві дівчата хочуть за нього заміж, незважаючи на чутки, що він сам отруїв всіх попередніх дружин. Цар старий і, вийшовши за нього заміж, можна незабаром опинитися царицею. Однак цар відмовляє всім місцевим, побоюючись, що вони зведуть його в могилу, і вирішує відправити в найдальшу державу — Три-тринадцяте царство — сватів, шукати принцесу за кордоном. Сватами він вибирає братів-дурнів і воєводу. Після прибуття в Три-тринадцяте царство вони дійсно знаходять принцесу, але та відмовляється виходити заміж за їхнього царя. Свати вирішують забрати її силою. Під час боротьби з принцесою дурні мимоволі обіймають її, а за місцевими звичаями, якщо когось обійняв, повинен обов'язково одружитися. Також згідно з місцевими порядками народжувати тут можуть тільки чоловіки. Починається святкова метушня, пов'язана з весіллям принцеси і одного з дурнів і «вагітністю» обох братів.
В цей час воєвода стягує в Три-тринадцяте царство війська, щоб відбити братів і принцесу. Під час бомбардування один з братів гине, інший же, пригнічений цією подією, стрибає в океан, де його проковтує гігантська риба, в шлунку якої він і живе протягом декількох років, поки вона не випльовує його на його батьківщині.
У його рідному царстві вже править цариця Фьокла I, яка кличе його царювати разом. Він відмовляється, оскільки не вважає, що може добре керувати державою, адже він — дурень. Він приймає рішення викупатися по черзі в окропі, потім у крижаній воді і в молоці, щоб обернутися богатирем. Цей трюк не спрацьовує, і брат-дурень гине. В цей час в царстві піднімається народний бунт, підбурюваний принцесою з Три-тринадцятого царства, яка тепер підлогомийка. Розлючений натовп вбиває Фьоклу…

## У ролях
- Сергій Курбський —  брат-дурень (чорний)
- Сергій Скрипкін —  брат-дурень (рудий)
- Георгій Мілляр —  цар
- Микола Олялін —  воєвода
- Євген Редько —  камердинер
- Ольга Жуліна —  Фьокла
- Ольга Машная —  принцеса Настюра
- Болот Бейшеналієв —  опікун
- Валентина Клягіна —  подруга
- Людмила Арініна —  перша дама
- Тамара Совчі —  друга дама
- Наталія Суровєгіна —  третя дама
- Георгіос Совчіс —  головний гармаш
- Юрій Чекулаєв —  старший боярин
- Віктор Аристов —  чоловік з 3-13 царства
- Михайло Бочаров —  боярин
- Вадим Вільський —  епізод
- Валерій Долженков —  епізод
- Микола Ігнатов —  чоловік з 3-13 царства
- Маріанна Кузнецова —  баба
- Зінаїда Кулакова —  баба
- Ігор Косухін —  чоловік з гармонью
- Геннадій Матвєєв —  епізод
- Леонід Реутов —  епізод
- Марія Скворцова —  епізод
- Іван Турченко —  чоловік з 3-13 царства
- Володимир Фірсов —  придворний

## Знімальна група
- Режисер — Іван Василєв
- Сценаристи — Сергій Бодров, Іван Василєв
- Оператор — Ауреліус Яциневічюс
- Композитор — Микола Каретников
- Художник — Михайло Гараканідзе